# إيفرتون سواريس
إيفرتون سوسا سواريس (بالبرتغالية: Everton Sousa Soares؛ مواليد 22 مارس 1996) هو لاعب كرة قدم برازيلي، يلعب في مركز الهجوم مع نادي بنفيكا ومنتخب البرازيل لكرة القدم.

## مسيرته الكروية

### غريميو
ولد إيفرتون في ماراكاناو، سيارا، وانضم إلى أكاديمية شباب غريميو في عام 2012، قادمًا من فورتاليزا. في البداية على سبيل الإعارة، ووقع عقدًا دائمًا في أكتوبر 2013، بينما كان أيضًا مرتبطًا بمانشستر سيتي في هذه العملية.
لعب إيفرتون مباراته رقم 100 مع غريميو في 9 مارس 2017، بعد أن دخل كبديل رعن بيدرو روشا نيفيزوشا في مباراة الفوز 2–0 في كوبا ليبرتادوريس خارج أرضه أمام زامورا.

### بنفيكا
في 14 أغسطس 2020، وقع إيفرتون مع نادي بنفيكا البرتغالي في صفقة مدتها خمس سنوات.

## مسيرته الدولية

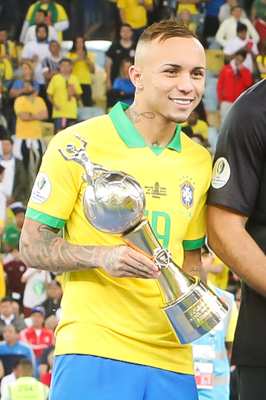
إيفرتون مع جائزة أفضل هداف لبطولة كوبا أمريكا 2019

في 17 أغسطس 2018، تم استدعاء إيفرتون من قبل المدرب تيتي لمباريات ودية ضد الولايات المتحدة والسلفادور. وهكذا، كان إيفرتون ضمن قائمة البرازيل الأولى بعد كأس العالم 2018.
في مايو 2019، أُدرج في تشكيلة البرازيل المؤلفة من 23 لاعباً للمشاركة في كوبا أمريكا 2019 على أرض بلده البرازيل. سجل أول هدف دولي له على في المباراة الافتتاحية للبرازيل في البطولة، حيث سجل الهدف الثالث في مباراة الفوز 3–0 على بوليفيا في 15 يونيو. بعد سبعة أيام، سجل إيفرتون هدفه الدولي الثاني ضد بيرو، في مباراة المجموعات الأخيرة للبرازيل، حيث انتهت المباراة بانتصار البرازيل 5–0، مما مكن المضيف من التقدم إلى ربع النهائي في البطولة.
في نهائي كوبا أمريكا 2019 في 7 يوليو، على ملعب ماراكانا، سجل إيفرتون الهدف الافتتاحي في مباراة الفوز 3–1 على بيرو، وقد اختير كرجل للمباراة؛ كما أنهى البطولة كأفضل هداف برصيد 3 أهداف، إلى جانب باولو غيريرو من بيرو، لكنه فاز بجائزة الحذاء الذهبي بسبب لعبه دقائق أقل من غيريرو طوال البطولة.

## الإحصائيات

### النادي
آخر تحديث 14 أغسطس 2020.
| النادي   | الموسم   | الدوري           | الدوري | الدوري  | الكأس الوطني | الكأس الوطني | كأس الدوري | كأس الدوري | قاري   | قاري    | أخرى   | أخرى    | المجموع | المجموع |
| النادي   | الموسم   | الدرجة           | الظهور | الأهداف | الظهور       | الأهداف      | الظهور     | الأهداف    | الظهور | الأهداف | الظهور | الأهداف | Apps    | Goals   |
| -------- | -------- | ---------------- | ------ | ------- | ------------ | ------------ | ---------- | ---------- | ------ | ------- | ------ | ------- | ------- | ------- |
| غريميو   | 2014     | الدوري البرازيلي | 7      | 0       | 0            | 0            | —          | —          | 0      | 0       | 7      | 2       | 14      | 2       |
| غريميو   | 2015     | الدوري البرازيلي | 14     | 4       | 2            | 0            | —          | —          | 0      | 0       | 12     | 1       | 28      | 5       |
| غريميو   | 2016     | الدوري البرازيلي | 27     | 3       | 6            | 2            | —          | —          | 5      | 1       | 11     | 2       | 49      | 8       |
| غريميو   | 2017     | الدوري البرازيلي | 32     | 8       | 5            | 2            | —          | —          | 12     | 1       | 12     | 1       | 61      | 12      |
| غريميو   | 2018     | الدوري البرازيلي | 27     | 10      | 3            | 1            | —          | —          | 10     | 5       | 11     | 3       | 51      | 19      |
| غريميو   | 2019     | الدوري البرازيلي | 30     | 11      | 5            | 1            | —          | —          | 12     | 4       | 10     | 4       | 57      | 20      |
| غريميو   | 2020     | الدوري البرازيلي | 0      | 0       | 0            | 0            | —          | —          | 2      | 0       | 12     | 3       | 14      | 3       |
| غريميو   | المجموع  | المجموع          | 137    | 36      | 21           | 6            | —          | —          | 41     | 11      | 75     | 16      | 274     | 69      |
| بنفيكا   | 2020–21  | الدوري البرتغالي | 0      | 0       | 0            | 0            | 0          | 0          | 0      | 0       | 0      | 0       | 0       | 0       |
| الإجمالي | الإجمالي | الإجمالي         | 137    | 36      | 21           | 6            | 0          | 0          | 41     | 11      | 75     | 16      | 274     | 69      |

### المنتخب
آخر تحديث 31 أكتوبر 2019.
| البرازيل | البرازيل | البرازيل |
| العام    | الظهور   | الأهداف  |
| -------- | -------- | -------- |
| 2018     | 2        | 0        |
| 2019     | 12       | 3        |
| المجموع  | 14       | 3        |

#### الأهداف الدولية
قائمة الأهداف مع منتخب البرازيل الأول.
| #  | التاريخ       | المكان                                 | م. | الخصم   | الهدف | النتيجة | المسابقة               |
| -- | ------------- | -------------------------------------- | -- | ------- | ----- | ------- | ---------------------- |
| 1. | 14 يونيو 2019 | ملعب مورومبي، ساو باولو، البرازيل      | 7  | بوليفيا | 3–0   | 3–0     | كوبا أمريكا 2019       |
| 2. | 22 يونيو 2019 | أرينا كورينثيانز، ساو باولو، البرازيل  | 9  | بيرو    | 3–0   | 5–0     | كوبا أمريكا 2019       |
| 3. | 7 يوليو 2019  | ملعب ماراكانا، ريو دي جانيرو، البرازيل | 12 | بيرو    | 1–0   | 3–1     | نهائي كوبا أمريكا 2019 |

## الإنجازات

### النادي
غريميو
- كأس البرازيل: 2016
- كوبا ليبرتادوريس: 2017
- ريكوبا سودأمريكانا: 2018
- ريكوبا غاشا: 2019

### المنتخب
البرازيل
- كوبا أمريكا: 2019[16]

### الفردية
- الكرة الفضية البرازيلية: 2018[بحاجة لمصدر]
- كوبا أمريكا الهداف: 2019[13]
- كوبا أمريكا فريق البطولة: 2019[17]

## وصلات خارجية
- إيفرتون سواريس على موقع الاتحاد الدولي (مؤرشف)  (الإنجليزية)
- إيفرتون سواريس على موقع الاتحاد الأوربي (الإنجليزية)
- إيفرتون سواريس على موقع إي إس بي إن إف سي (الإنجليزية)
- إيفرتون سواريس على موقع قاعدة بيانات كرة القدم.إي يو (الإنجليزية)
- إيفرتون سواريس على موقع ليكيب (الفرنسية)
- إيفرتون سواريس على موقع ناشيونال فوتبول تيمز (الإنجليزية)
- إيفرتون سواريس على موقع Soccerbase.com (لاعب) (الإنجليزية)
- إيفرتون سواريس على موقع Soccerway.com (الإنجليزية)
- إيفرتون سواريس على موقع عالم كرة القدم.نت (الإنجليزية)
- إيفرتون سواريس على موقع AS.com (الإسبانية)